# Kiowa County (Kansas)
Kiowa County je okres ve státě Kansas v USA. K roku 2010 zde žilo 2 553 obyvatel. Správním městem okresu je Greensburg. Celková rozloha okresu činí 1 872 km². Pojmenován byl podle indiánského kmene Kiowů.